# R-Truth
Ronnie Aaron Killings, meglio conosciuto con il ring name R-Truth (Charlotte, 19 gennaio 1972), è un wrestler e rapper statunitense, sotto contratto con la WWE.
Tra il 2000 e il 2001 ha lottato nella World Wrestling Federation, con il ring name K-Kwik, vincendo due volte l'Hardcore Championship. Nel 2002 è approdato nella Total Nonstop Action Wrestling, dove si è esibito con il suo vero nome e ha conquistato due volte l'NWA World Heavyweight Championship, due volte l'NWA World Tag Team Championship (con BJ James e con Konnan) ed una volta il TNA World Tag Team Championship (con Adam Jones). Dal 2008 torna in WWE come R-Truth, vincendo due volte lo United States Championship, due volte il World Tag Team Championship (con Kofi Kingston e The Miz) e cinquantaquattro volte il 24/7 Championship.

## Carriera

### World Wrestling Federation (2000–2001)
Ron Killings debuttò a Raw il 13 novembre 2000, attaccando William Regal durante un match con Road Dogg. Adottò il nome di K-Kwik e si unì con Road Dogg per formare una squadra. La stessa squadra, insieme a Chyna e Billy Gunn affrontò i The Radicalz a Survivor Series dove fu eliminato da Chris Benoit. Ad Armageddon, ebbero un'opportunità per il WWF Tag Team Championship ma vennero sconfitti da Edge e Christian. Dopo la separazione da Road Dogg nel dicembre 2000, Killings si cimentò da singolo. Partecipò alla Royal Rumble del 2001, ma fu eliminato da Big Show. Il 3 febbraio 2001 conquistò il WWF Hardcore Championship sconfiggendo Raven in un house show ma lo perse quasi immediatamente contro Crash Holly; riconquistò il titolo sconfiggendo sempre Raven il giorno dopo, sempre in un house show, ma anche questa volta Crash Holly lo privò del titolo quasi subito. Lasciò la WWF a fine 2001.

### Total Nonstop Action Wrestling (2002–2007)

#### NWA World Heavyweight Champion (2002–2003)
Killings firmò per la Total Nonstop Action Wrestling nel giugno 2002, e debuttò con il nome "K-Krush". Killings immediatamente si impose come uno dei maggiori Heel della federazione. Poco tempo dopo si cambiò il nome in "The Truth" e poi in Ron "The Truth" Killings. Killings sconfisse Ken Shamrock vincendo il titolo NWA World Heavyweight Championship al ppv NWA-TNA 8 del 7 agosto 2002, diventando così il primo campione NWA di colore della storia. Riuscì a difendere vittoriosamente il titolo contro Monty Brown, Jerry Lynn, Low Ki, Curt Hennig, e Scott Hall prima di perdere la cintura il 20 novembre per mano di Jeff Jarrett.

#### Alleanza con Konnan (2003–2006)

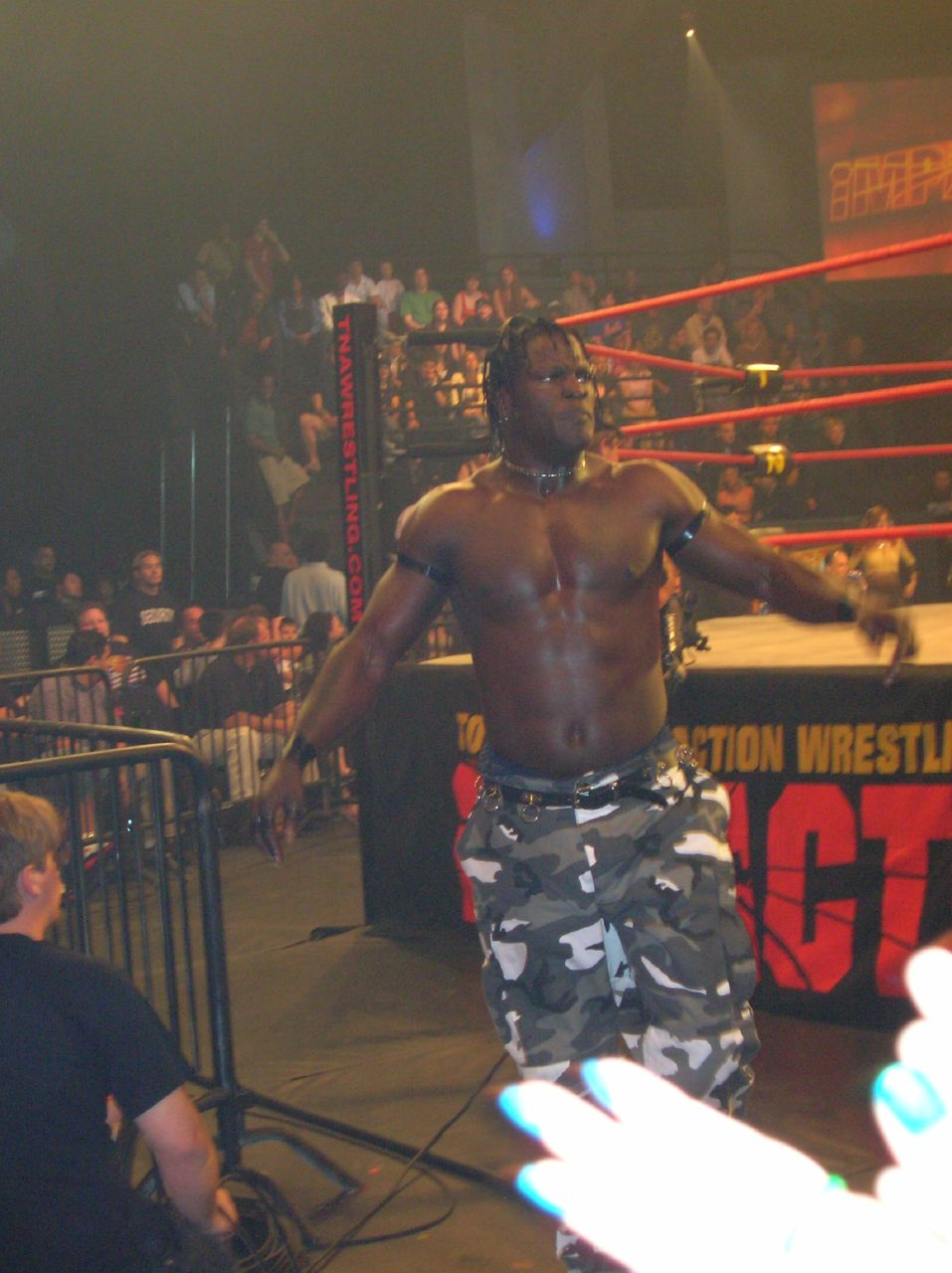
Killings nel 2006

Tra maggio e giugno 2003, Killings iniziò a far coppia con Konnan e B.G. James. A luglio il trio formò una fazione denominata "3Live Kru". Presto fu chiaro che la Kru era in prima fila per le cinture di NWA World Tag Team Championship. Il 26 novembre sconfissero Simon Diamond, Johnny Swinger, e Glenn Gilberti in un six man tag team match per il vacante NWA World Tag Team Championship. Il titolo fu difeso e detenuto da tutti e tre i membri della Kru in base alla "regola Freebird" (che permetteva la difesa del titolo da parte di ciascun membro della stable in diverse formazioni) fino al 28 gennaio 2004, quando furono sconfitti dai Redshirt Security (Kevin Northcutt & Legend).
Il 19 maggio, Killings lottò con l'NWA Worlds Heavyweight Champion A.J. Styles, con Raven, e con Chris Harris in un four-way title match dove riuscì a far sua la cintura di campione del mondo, diventando per la seconda volta NWA World Heavyweight Champion. Il regno da campione terminò il 2 giugno quando Jarrett lo sconfisse in un King of the Mountain match che comprendeva anche Harris, Styles, e Raven.
Quando arrivò in TNA l'ex partner di B.G. James in WWF, Kip James (Billy Gunn in WWF), cercò di convincere James a riformare il loro tag team, i New Age Outlaws, creando dei dissapori all'interno della Kru. Killings e Konnan iniziarono a sentirsi traditi da James ed iniziarono a definirsi i "2Live Kru", ma poco dopo James rientrò nel gruppo riaffermando la propria lealtà alla stable. In seguito alla Kru si unì anche Kip James, e nacquero così i "4Live Kru". L'11 dicembre a Turning Point, la 4Live Kru affrontò il Team Canada in un eight man tag match. Nel corso dell'incontro, Konnan colpì Kip e B.G. James con delle sediate, permettendo a Bobby Roode di schienare Kip. Konnan cercò di celebrare la vittoria insieme a Killings, The Truth sembrò troppo sconvolto dal comportamento di Konnan. Poco tempo dopo, a causa di seri attriti tra i membri riconducibili proprio all'inserimento nel gruppo di Kip James, la stable si sciolse definitivamente.

#### Competizione singola (2006–2007)
Dopo lo scioglimento della 3Live Kru, Killings iniziò a lottare ancora una volta come wrestler singolo. Si alleò brevemente con Sting in marzo, facendo squadra insieme a lui, A.J. Styles, e Rhino negli "Sting's Warriors". Al ppv Lockdown del 23 aprile, gli Sting's Warriors sconfissero la Jarrett's Army in un Lethal Lockdown match.
Dopo una pausa dovuta a un infortunio Killings tornò in azione, questa volta come personaggio heel, a Slammiversary 2007, lottando in coppia con James Storm contro Frank Wycheck e Jerry Lynn.
Al ppv No Surrender, Adam "Pacman" Jones e Ron Killings batterono Sting e Kurt Angle vincendo i titoli TNA World Tag Team Championship. Il 14 ottobre, A.J. Styles e Tyson Tomko sconfissero lui e il sostituto di Jones, Consequences Creed, strappando loro i titoli World Tag Team Championship.
A dicembre 2007, Killings lasciò la compagnia per dissidi con la dirigenza TNA.

### Ritorno in WWE (2008–presente)

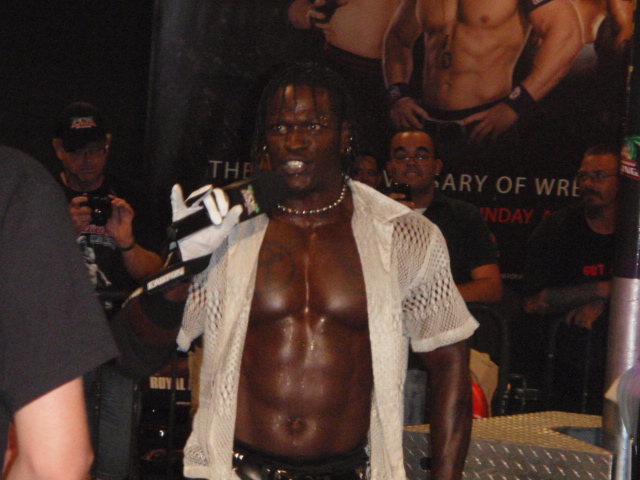
R-Truth 2009

#### Varie faide (2008–2009)
Ron Killings firma un nuovo contratto con la WWE nel 2008 e debutta a SmackDown il 29 agosto come R-Truth, sconfiggendo Kenny Dykstra. A Cyber Sunday, viene votato dal pubblico per andare contro Shelton Benjamin per lo United States Championship, ma non riesce a vincere. Successivamente, vince lo Slammy Award per la miglior performance musicale. Combatte match di poco rilievo per tutta la prima parte del 2009, quando nel mese di luglio, inizia una rivalità con Drew McIntyre, che porta ad un match tra i due a Hell in a Cell, vinto dallo scozzese. Il 23 ottobre, Truth, Finlay, Matt Hardy, Tyson Kidd e David Hart Smith, sconfiggono Eric Escobar, JTG, Shad Gaspard, Dolph Ziggler e Drew McIntyre andando a conquistarsi il posto nel Team SmackDown per Bragging Rights. Al PPV, il Team SmackDown sconfigge il Team Raw.

#### Alleanza con John Morrison (2009–2010)
Il 16 febbraio 2010, Truth viene annunciato come una delle otto wrestler della WWE che faranno da mentori a otto debuttanti nella prima stagione del programma NXT. Il rookie di Killings è David Otunga, che arriverà secondo dietro a Wade Barrett. Il 5 febbraio, sconfigge Mike Knox a SmackDown conquistando un posto per l'Elimination Chamber Match valida per il World Heavyweight Championship. a Elimination Chamber verrà eliminato da CM Punk.
A WrestleMania XXVI, Truth fa coppia con John Morrison, sfidando The Miz e Big Show con gli Unified WWE Tag Team Championship in palio, perdendo l'incontro.
Truth passa al roster di Raw insieme a Morrison durante il Draft 2010. Ritorna alla carriera da singolo, iniziando subito una rivalità con Ted DiBiase, che gli aveva offerto un posto come suo assistente personale. Ad Over the Limit il 23 maggio, sconfigge il figlio del Million Dollar Man. La sera dopo, a Raw, sconfigge The Miz conquistando il vacante United States Championship. Perderà il titolo dopo neanche un mese, in un Fatal 4-Way contro The Miz, in un match che comprendeva anche John Morrison e Zack Ryder.

#### Faida col Nexus (2010–2011)
Truth annuncia la sua partecipazione al Money in the Bank Ladder Match di Raw per Money in the Bank, ma viene messo fuori gioco da Miz il 5 luglio a Raw. Fa il suo ritorno dopo un mese, partecipando a SummerSlam nel Team WWE capitanato da John Cena contro i membri del Nexus in un 7 on 7 Elimination Tag Team Match vinto dai primi. L'11 ottobre a Raw, sconfigge Ted DiBiase, qualificandosi per il Team Raw di Bragging Rights, che viene sconfitto di nuovo dal Team SmackDown. Nel mese di ottobre, durante la storyline di John Cena, che era stato costretto dopo aver perso contro Wade Barrett ad Hell in a Cell, ad entrare nella fazione, Truth insieme a Randy Orton lotta vari match contro i membri della stable.
Nella quarta stagione di NXT, è il mentore di Johnny Curtis, che andrà a vincere la stagione e un match titolato insieme ad R-Truth per i WWE Tag Team Championship.

#### Alleanza con The Miz (2011–2012)
Dopo Royal Rumble ed Elimination Chamber, perde tutti i match ma soprattutto nella puntata di Raw del 18 aprile, R-Truth accetta la sfida di John Morrison con in palio il suo posto al match di Extreme Rules ma viene sconfitto, perdendo così la sua title shot. Dopo il match R-Truth attacca Morrison, effettuando un Turn Heel. Ad Extreme Rules, R-Truth interferisce nello Steel Cage Match tra John Cena, Morrison e The Miz attaccando Morrison e Cena con un CorkScrew Scissor kick. Prova ad entrare a far parte al match per il Numero 1 Contender per il WWE Championship al PPV WWE Over the Limit, ma il GM anonimo di RAW lo butta fuori dalla disputa (mettendo dentro Rey Mysterio contro Alberto del Rio contro The Miz).
Truth, alla fine di quel match (vinto da Miz) attacca Mysterio, avviando una nuova faida col messicano. A Over the Limit, Truth sconfigge Rey Mysterio.
Il 30 maggio, a Raw, R-Truth batte il WWE Champion John Cena per count out. Dopo il match prende la bibita ad un bambino (fan di John Cena considerato da Truth un "Little Jimmy"), prima ne beve un po' e poi la butta in faccia al padre del bambino. Subito dopo il match il GM anonimo di Raw annuncia che se R-Truth chiederà le scuse al padre del bambino potrà avere un'opportunità per il WWE Championship a Capitol Punishment.
R-Truth accetta le condizioni del GM scusandosi con l'universo WWE in tenuta da esercito della guerra di secessione e dunque viene ufficializzato il match fra John Cena e R-Truth a Capitol Punishment con in palio il WWE Championship, ma al PPV, fallisce l'assalto al titolo.
Nella puntata di Raw del 4 luglio, R-Truth perde un match per determinare lo sfidante al WWE Championship in favore di Alberto Del Rio. La contesa comprendeva anche Rey Mysterio. Nel PPV Money in the Bank, non riesce a vincere l'omonimo match, vinto da Alberto Del Rio. Nella puntata di Raw del 18 luglio partecipa al 8-man elimination WWE Championship tournament indetto da McMahon in seguito alla sconfitta di John Cena contro CM Punk a Money in the Bank, insieme a Kofi Kingston, Dolph Ziggler, Jack Swagger, Alberto Del Rio, Rey Mysterio, The Miz e Alex Riley. R-Truth, dopo aver superato Jack Swagger, verrà sconfitto da Rey Mysterio.
Nella puntata di Raw del 1º agosto, forma un'alleanza con The Miz e i due vincono un match di coppia contro John Morrison e Rey Mysterio. I due formeranno gli Awesome Truth. A SummerSlam, perde un 6-man tag team match con The Miz e Alberto Del Rio per mano di John Morrison, Rey Mysterio e Kofi Kingston. . A Night of Champions, The Miz e R-Truth sfidano Evan Bourne & Kofi Kingston con i titoli di coppia in palio, ma perdono per squalifica quando The Miz attacca l'arbitro. Sempre a Night of Champions gli Awesome Truth intervengono nel match tra CM Punk e Triple H, attaccando entrambi e attaccando anche l'arbitro. Nella puntata successiva di Raw, entrambi vanno a chiedere scusa a Triple H e quest'ultimo accetta ma devono pagare una multa di 2.500 dollari per aver messo le mani addosso ad un ufficiale di gara. Nella stessa sera nel main event, perdono contro John Cena e CM Punk un match di coppia. Alla fine del match, fa la sua comparsa sullo stage Triple H dicendo che gli Awesome Truth sono licenziati. I due wrestler, increduli dalla rabbia, attaccano HHH nel backstage ma vengono respinti brutalmente nel parcheggio dalle altre Superstar WWE.
Il giorno seguente, sul sito ufficiale della WWE, vengono ufficializzati i licenziamenti di Truth e Miz. A Hell in a Cell The Miz e R-Truth attaccano CM Punk, Alberto del Rio e John Cena nel main event della serata, scatenando l'ira di Triple H che li fa arrestare (kayfabe).
Nella puntata del 10 ottobre il nuovo GM ad interim John Laurinaitis riassume i due che affrontano in coppia CM Punk e Alberto Del Rio perdendo per squalifica. A fine match interviene Triple H che li attacca e forma un'alleanza con CM Punk. A Vengeance gli Awesome Truth sconfiggono i due rivali CM Punk e Triple H ed alla fine del Pay-per-wiew attaccano John Cena facendo vincere il Last Man standing match ad Alberto del Rio.
A Survivor Series gli Awesome Truth perdono contro The Rock e John Cena, e Truth viene attaccato con la Rock Bottom da The Rock.

#### Alleanza con Kofi Kingston (2012–2013)
Nella puntata di Raw del 26 dicembre, R-Truth è tornato per attaccare The Miz dopo l'ultima sconfitta contro John Cena per count-out, effettuando un turn face. A Royal Rumble, R-Truth è entrato nel Royal Rumble match con il numero 3, ma è stato eliminato da The Miz. A Elimination Chamber, ha partecipato all'Elimination Chamber match valido per il WWE Championship contro il campione CM Punk, Chris Jericho, Dolph Ziggler, Kofi Kingston e The Miz vinto dallo stesso Punk, che ha mantenuto il titolo. Nella puntata di Raw del 27 febbraio, R-Truth e Kofi Kingston hanno fallito l'assalto al WWE Tag Team Championship contro i campioni Primo ed Epico e Dolph Ziggler e Jack Swagger in un Triple Threat Tag Team match.
A WrestleMania XXVIII, R-Truth e Kingston sono stati membri del Team Teddy che ha affrontato il Team Johnny in un twelve-man tag team match per decretare il general manager di entrambi i Brand, in cui ha vinto il Team Johnny grazie al suo ex rivale The Miz. Nella puntata di Raw del 30 aprile, R-Truth e Kofi Kingston hanno sconfitto Primo ed Epico vincendo il WWE Tag Team Championship per la prima volta come team. A Over the Limit, hanno difeso con successo i titoli contro Dolph Ziggler e Jack Swagger per poi sconfiggerli nuovamente nel rematch durante la puntata di Raw del 28 maggio. Nel pre-show di Money in the Bank, R-Truth e Kingston hanno sconfitto Hunico e Camacho in un match non titolato. La notte seguente, a Raw, hanno difeso il WWE Tag Team Championship contro i Prime Time Players, e nuovamente a SummerSlam. A Night of Champions, Kingston e Truth hanno perso il WWE Tag Team Championship contro il Team Hell No per poi perdere il rematch la notte successiva a Raw. È stato annunciato dopo la puntata di Raw dell'8 ottobre che Truth e Kingston hanno deciso di separarsi e prendere strade diverse come tag team.
Truth ha iniziato una faida con lo United States Champion Antonio Cesaro il 29 ottobre a Raw, dopo aver salvato il suo ex compagno di coppia Kofi Kingston. La settimana successiva, Truth ha fatto coppia con Rey Mysterio e Sin Cara battendo Cesaro e i Prime Time Players. A Survivor Series, il 18 novembre, Truth è stato sconfitto da Antonio Cesaro. Nella seguente puntata di SmackDown, ha sconfitto Cesaro in un match non titolato. Nella puntata di Raw del 3 dicembre, ha fallito nuovamente l'assalto allo titolo di Cesaro in un Fatal 4-Way match che ha incluso anche Kofi Kingston e Wade Barrett. A TLC: Tables, Ladders & Chairs, Truth è stato sconfitto di nuovo da Cesaro. Successivamente a causa di un infortunio riportato a TLC, R-Truth è tornato il 18 febbraio 2013 a Raw, salvando Kofi Kingston dall'assalto di Damien Sandow. A Battleground, ha affrontato Curtis Axel in un match valido per l'Intercontinental Championship, vinto da quest'ultimo.

#### Alleanza con Xavier Woods (2013–2014)
Nella puntata di Raw del 18 novembre, Truth ha fatto coppia con Xavier Woods, con cui aveva fatto coppia precedentemente in TNA, sconfiggendo la 3MB. Nella puntata seguente a Raw, Woods ha sconfitto Heath Slater nel suo match di debutto in competizione singola venendo accompagnato da R-Truth e le Funkadactyls (Cameron e Naomi) usando la musica d'entrata dei Tons of Funk. Nella puntata di SmackDown del 29 novembre, Woods ha iniziato una faida con Brodus Clay dopo che Clay si è offeso quando Woods ha usato la sua musica d'ingresso e quando è stato accompagnato dalle Funkadactyls nella stessa settimana a Raw. Più tardi nella stessa sera, Woods ha subìto la sua prima sconfitta quando insieme ad R-Truth hanno perso contro i Tons of Funk (Clay e Tensai) dopo che Clay ha schienato Woods. A TLC: Tables, Ladders & Chairs, Truth ha sconfitto Clay dopo che Clay è stato distratto da Tensai che aveva avuto un alterco con il suo partner. A Extreme Rules, Truth e Woods hanno affrontato Rusev in un 2-1 handicap match, perdendo nell'occasione. A Battleground, ha preso parte alla 19-man Battle Royal per il vacante Intercontinental Championship, vinta da The Miz. Nella puntata di Raw del 28 luglio 2014, Truth ha interrotto la striscia di'mbattiblità di Bo Dallas.

#### Faida con Wade Barrett (2015–2016)
Alla Royal Rumble, ha preso parte al Royal Rumble match entrando con il numero 2, quando il numero 3 Bubba Ray Dudley è entrato facendo il suo ritorno in WWE, Truth ha eseguito alcune manovre dei Dudley Boyz con Bubba Ray su The Miz prima che Dudley lo eliminasse. A Fastlane, dopo che Dean Ambrose ha perso per squalifica contro Bad News Barrett in un match valido per l'Intercontinental Championship, Ambrose ha rubato il titolo a Barrett. Questo ha portato a vari wrestler di possedere il titolo di Barrett inclusi Truth, Luke Harper, Dolph Ziggler, Daniel Bryan e Stardust. A WrestleMania 31, Truth non è riuscito a vincere il Ladder match valido per l'Intercontinental Championship, che è stato vinto da Daniel Bryan. Nella puntata di Raw del 27 aprile, Truth ha preso parte al torneo King of the Ring, sconfiggendo Stardust al primo turno. La notte seguente sul WWE Network, Truth ha perso contro Bad News Barrett alle semifinali.
A Elimination Chamber, Truth ha partecipato all'Elimination Chamber match valido per l'Intercontinental Championship, ma è stato eliminato da Ryback, che ha poi vinto il match. Durante il match, Truth ha eliminato King Barrett, che ha così iniziato una faida. Nelle settimane successive, Truth ha sbeffeggiato Barrett, vestendosi con la sua corona iniziando a farsi chiamare "King What's Up". Truth ha sconfitto Barrett nel kick-off di Money in the Bank. Nel kick-off di Battleground, Truth ha affrontato Barrett in un "Battle for the Crown" match, con la vittoria di Barrett.

#### The Golden Truth (2016–2017)
Il 24 gennaio 2016 R-Truth ha partecipato al Royal Rumble match dell'omonimo pay-per-view entrando col numero 12 ma è stato eliminato dopo pochi secondi da Kane. Si rende in seguito protagonista di alcuni siparietti comici con Goldust, il quale cerca di formare un tag team chiamato The Golden Truth; R-Truth però si dimostra sempre contrario a quest'idea nonostante l'insistenza di Goldust. Questi ha accompagnato R-Truth nel suo match contro Curtis Axel a Fastlane del 21 febbraio, dove il rapper è stato sconfitto. Successivamente ha partecipato all'André the Giant Memorial Battle Royal di WrestleMania 32 del 3 aprile ma è stato eliminato da Adam Rose e Heath Slater. R-Truth inizialmente avrebbe dovuto partecipare, assieme a Goldust, ad un torneo indetto per decretare gli sfidanti al WWE Tag Team Championship del New Day ma R-Truth è stato sostituito da Fandango (formando il team "GoldDango"). Nella puntata di SmackDown del 21 aprile R-Truth sconfigge Fandango in un match arbitrato da Goldust. In seguito R-Truth ha formato un team con Tyler Breeze, i "Gorgeous Truth"; nella puntata di SmackDown del 12 maggio i Gorgeous Truth hanno affrontato e sconfitto i GoldDango a causa del turn heel di Fandango che ha attaccato Goldust (dopo che questi e R-Truth si erano rifiutati di combattere contro), permettendo a Breeze di effettuare lo schienamento vincente. Nella puntata di Raw del 16 maggio i Golden Truth debuttano ufficialmente ma sono stati sconfitti dai Breezango, il nuovo tag team formato da Tyler Breeze e Fandango, a causa di un errore di R-Truth. Nella puntata di SmackDown del 26 maggio i Golden Truth vengono nuovamente sconfitti dai Breezango a causa di una scorrettezza di Tyler Breeze. Nella puntata di SmackDown del 1º giugno i Golden Truth perdono ancora, questa volta contro i Dudley Boyz, a causa dell'interferenza dei Breezango. Il 19 giugno nel kickoff di Money in the Bank i Golden Truth hanno ottenuto la loro prima vittoria sconfiggendo i Breezango. Nella puntata di Raw del 4 luglio i Golden Truth sconfiggono i Vaudevillains. Nella puntata di Raw dell'11 luglio R-Truth ha partecipato ad una Battle Royal per determinare lo sfidante all'Intercontinental Championship, detenuto da The Miz, ma è stato eliminato.
Con la Draft Lottery avvenuta nella puntata di SmackDown del 19 luglio, R-Truth è stato trasferito nel roster di Raw e con lui anche Goldust. Nella puntata di Main Event del 22 luglio i Golden Truth e Apollo Crews hanno sconfitto i Dudley Boyz e Baron Corbin. Nella puntata di Raw del 1º agosto i Golden Truth sono stati sconfitti dagli Shining Stars a causa di una distrazione di R-Truth causata da Pokémon Go. Nella puntata di Raw del 15 agosto i Golden Truth sono stati battuti da Karl Anderson e Luke Gallows. Nella puntata di Superstars del 26 agosto tornano a vincere sconfiggendo Bo Dallas e Curtis Axel. Ancora a Superstars, il 23 settembre, i Golden Truth hanno sconfitto Jinder Mahal e Titus O'Neil. Nella puntata di Raw del 3 ottobre i Golden Truth sono stati sconfitti nuovamente da Luke Gallows e Karl Anderson.
Nella puntata di Raw del 7 novembre i Golden Truth sono stati sconfitti dagli Shining Stars, perdendo dunque la possibilità di entrare nel Team Raw per Survivor Series. Nella puntata di Raw del 14 novembre i Golden Truth e gli Shining Stars sono stati sconfitti da Enzo Amore, Big Cass, Luke Gallows e Karl Anderson. Nella puntata di Raw del 21 novembre i Golden Truth sono stati sconfitti per la terza volta da Luke Gallows e Karl Anderson. Nella puntata di Raw del 28 novembre R-Truth è stato pesantemente sconfitto da Braun Strowman. Il 14 dicembre, a Tribute to the Troops, i Golden Truth hanno partecipato ad un Fatal 4-Way Tag Team match che includeva anche Luke Gallows e Karl Anderson, gli Shining Stars e Cesaro e Sheamus per determinare gli sfidanti al Raw Tag Team Championship del New Day ma il match è stato vinto da Cesaro e Sheamus.
Goldust e R-Truth sono tornati, dopo un periodo di assenza, nella puntata di Raw del 27 marzo dove hanno confrontato Big Show insieme ad altri atleti venendo però respinti. Il 2 aprile, nel kickoff di WrestleMania 33, R-Truth ha partecipato all'annuale André the Giant Memorial Battle Royal ma è stato eliminato. Nella puntata di Raw dell'8 maggio i Golden Truth hanno partecipato ad un Tag Team Turmoil match per determinare gli sfidanti al Raw Tag Team Championship degli Hardy Boyz ma sono stati eliminati per ultimi da Cesaro e Sheamus. Proprio a causa di questo, forse, nella puntata di Raw del 15 maggio Goldust ha effettuato un turn heel attaccando R-Truth e sancendo la fine della loro collaborazione.

#### Competizione singola (2017–2018)
Dopo essersi separato da Goldust, R-Truth ha interrotto il suo ex-compagno durante un segmento avvenuto nella puntata di Raw del 29 maggio. Nella puntata di Raw del 26 giugno il match tra Goldust e R-Truth non è nemmeno cominciato a causa della brutalità di Goldust, che ha attaccato Truth, impedendogli di combattere, ma nella successiva puntata di Raw è stato R-Truth ad attaccare Goldust alle spalle. I due si scontrarono il 10 luglio a Raw, dove fu Goldust a trionfare.
Nella puntata di Raw del 28 agosto R-Truth ha partecipato ad una Battle Royal per determinare lo sfidante all'Intercontinental Championship di The Miz ma è stato eliminato da Bo Dallas e Curtis Axel. In seguito, tramite il suo account Instagram, R-Truth ha annunciato di essere prossimo ad un intervento chirurgico per un infortunio. L'8 aprile 2018, nel kickoff di WrestleMania 34, R-Truth ha partecipato all'annuale André the Giant Memorial Battle Royal ma è stato eliminato da Goldust.

#### Alleanza con Carmella (2018–2019)
Con lo Shake-up del 17 aprile 2018 R-Truth è passato al roster di SmackDown.
Nella puntata di SmackDown dell'11 settembre R-Truth (accompagnato da Carmella) è stato sconfitto da Andrade "Cien" Almas. Nella puntata di SmackDown del 2 ottobre R-Truth e Carmella hanno sconfitto Andrade "Cien" Almas e Zelina Vega.
Il 16 dicembre, a TLC: Tables, Ladders & Chairs, R-Truth e Carmella hanno sconfitto Alicia Fox e Jinder Mahal nella finale del Mixed Match Challenge e conquistando la possibilità di entrare col numero 30 nel Royal Rumble match nell'omonimo pay-per-view. Il 27 gennaio, a Royal Rumble, R-Truth sarebbe dovuto entrare col numero 30 nel match omonimo ma è stato attaccato da Nia Jax, la quale ha preso il suo posto nella contesa.
Nella puntata di SmackDown del 29 gennaio R-Truth ha sconfitto Shinsuke Nakamura conquistando lo United States Championship per la seconda volta. Quella stessa sera, inoltre, R-Truth ha difeso con successo il titolo contro Rusev. Nella puntata di SmackDown del 26 febbraio R-Truth ha difeso con successo il titolo in un Triple Threat match contro Andrade e Rey Mysterio. Nella puntata di SmackDown del 5 marzo R-Truth ha perso il titolo contro Samoa Joe in un Fatal 4-Way match che includeva anche Andrade e Rey Mysterio dopo 35 giorni di regno. Il 10 marzo, a Fastlane, R-Truth ha partecipato ad un Fatal 4-Way match per lo United States Championship che includeva anche Andrade, Rey Mysterio e il campione Samoa Joe che riuscì a mantenere il titolo.

#### 24/7 Champion e varie apparizioni (2019–presente)
Nella puntata di Raw del 20 maggio schienò Robert Roode nel parcheggio dell'arena conquistando il 24/7 Championship, inaugurato quello stesso giorno. Successivamente apparve sia a Raw che a SmackDown, spesso accompagnato da Carmella, vincendo e perdendo diverse volte il titolo contro wrestler come Heath Slater, Cedric Alexander, Mike Kanellis, Shelton Benjamin e i Revival, due volte contro Jinder Mahal e tre volte ciascuna con Akira Tozawa, Drake Maverick, EC3, Elias e sette volte con Mojo Rawley, spesso riconquistando la cintura ore o addirittura minuti dopo. Nella puntata di Raw del 14 ottobre passò nel roster rosso per effetto del Draft. Il 31 ottobre, a Crown Jewel, partecipò ad una Battle Royal per determinare lo sfidante di AJ Styles per lo United States Championship più avanti nella serata ma venne eliminato da Andrade. Nella puntata di Raw del 16 dicembre partecipò ad un Gauntlet match per determinare lo sfidante allo United States Championship ma venne eliminato da Akira Tozawa. Il 27 febbraio, a Super ShowDown, partecipò ad un Gauntlet match per il Tuwaiq Trophy ma, dopo aver eliminato ben tre avversari, venne eliminato da AJ Styles.
Nella puntata di Raw del 15 giugno fece coppia con il WWE Champion Drew McIntyre in un match in cui quest'ultimo avrebbe dovuto difendere il titolo contro Bobby Lashley e MVP, uscendone vincitori. Il 21 novembre a Survivor Series, prese parte ad una Battle Royal dedicata a The Rock ma venne eliminato. Nella puntata di SmackDown del 1º aprile prese parte all'annuale André the Giant Memorial Battle Royal ma venne eliminato. Truth, alla fine, divenne un cinquantaquattro volte campione.
Nella puntata di NXT del 1º novembre apparve nello show per affrontare Grayson Waller ma venne sconfitto per decisione arbitrale dopo aver subito un infortunio al ginocchio.
Tornò il 25 novembre 2023, a Survivor Series WarGames, durante un segmento nel backstage insieme all'Alpha Academy e i Pretty Deadly. Nella puntata di Raw del 18 dicembre tornò in azione sconfiggendo JD McDonagh in un miracle on 34th street fight.
Il 27 gennaio, a Royal Rumble, partecipò all'omonimo incontro entrando col numero 24 ma venne eliminato da Damian Priest.

#### Reunion degli Awesome Truth (2024)
Dopo aver provato comicamente ed inutilmente ad unirsi al Judgment Day, si riunì con The Miz per riformare gli Awesome Truth, e nella puntata di Raw del 18 marzo i due sconfissero Sanga e Veer, qualificandosi per il ladder match valido per il Raw Tag Team Championship e lo SmackDown Tag Team Championship a WrestleMania XL. Il 6 aprile, a WrestleMania XL, gli Awesome Truh vinsero il Raw Tag Team Championship in un six-pack tag team ladder match che comprendeva anche i campioni del Judgment Day (Finn Bálor e Damian Priest), il New Day, Grayson Waller e Austin Theory e i #DIY, mentre il titolo di SmackDown fu vinto da Waller e Theory. Persero le cinture nella puntata di Raw del 24 giugno a discapito del Judgment Day (Finn Bálor e JD McDonagh) grazie anche all'interferenza decisiva di Liv Morgan.

#### Cambio di ring name (2025-presente)
Dopo aver perso contro il campione WWE John Cena a Saturday Night's Main Event, il contratto di R-Truth con la WWE si conclude nel giugno 2025 senza essere rinnovato Tuttavia torna a sorpresa, pochi giorni dopo la notizia, a Money in the Bank attaccando John Cena e permettendo a Jey Uso e Cody Rhodes di battere Cena e Logan Paul. Nella successiva puntata di Raw, dichiara di essere tornato con il suo vero nome, Ron Killings, e di aver abbandonato il ring name R-Truth.

## Vita privata
Ron Killings ha sposato Pamela Killings il 7 aprile 2011. La coppia ha avuto la loro prima figlia il 5 novembre 2014.

## Personaggio

### Mosse finali
- Come K-Kwik
  - Corkscrew scissors kick
  - Hat Rack Crack (Sitout inverted suplex slam)
- Come R-Truth
  - Corkscrew scissors kick – dal 2008
  - Lie Detector (Jumping corkscrew flying forearm smash) – 2015–2018
  - What's Up? (Jumping reverse STO) – 2011–2015
- Come Ron Killings
  - Consequences (Elevated cradle neckbreaker) – 2002–2004
  - Corkscrew Scissors Kick
  - Hang Time (450º splash) – 2002–2004
  - Sitout double underhook facebuster – 2004
  - Truth Conviction (Sitout inverted suplex slam) – 2002–2004
  - Truth or Consequences (Vertical suplex stunner) – 2002–2004

### Soprannomi
- "The Truth"
- "The Suntan Superman"
- "The Conspiracy Theorist"
- "King What's Up"
- "R-Trizzle"

## Titoli e riconoscimenti
- CyberSpace Wrestling Federation
  - CSWF Heavyweight Championship (1)
- National Championship Wrestling
  - NCW Television Championship (1)
- Memphis Championship Wrestling

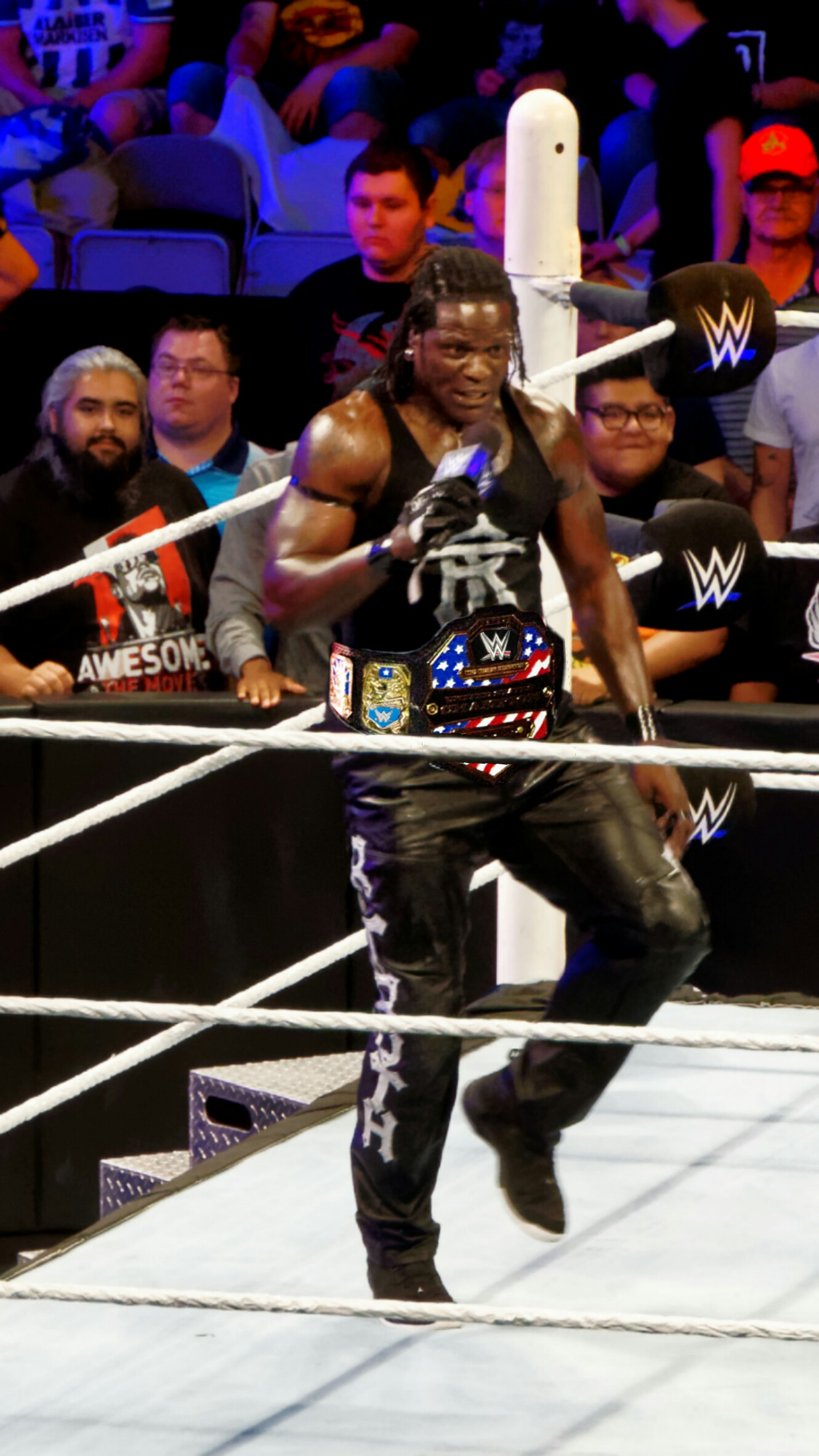
R-Truth con lo United States Championship, titolo che ha detenuto due volte

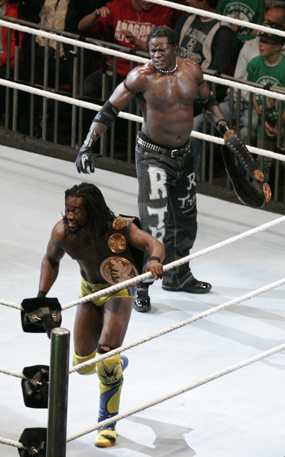
R-Truth e Kofi Kingston (in basso) con il WWE Tag Team Championship, titolo che hanno detenuto una volta con 139 giorni di regno

  - MCW Southern Heavyweight Championship (2)
- NWA Wildside
  - NWA Wildside Television Championship (1)
- NWA: Total Nonstop Action/Total Nonstop Action Wrestling
  - NWA World Heavyweight Championship (2)
  - NWA World Tag Team Championship (2) – con B.G. James e Konnan[13]
  - TNA World Tag Team Championship (1) – con Adam Jones
  - Gauntlet for the Gold (2003 – Tag Team) – con B.G. James
- Pro Wrestling Illustrated
  - Tag Team of the Year (2012) con Kofi Kingston
  - 18º tra i 500 migliori wrestler singoli nella PWI 500 (2004)
- World Wrestling Federation/Entertainment
  - WWE 24/7 Championship (54)[14]
  - World Tag Team Championship (2)[15] – con Kofi Kingston (1) e The Miz (1)
  - WWE United States Championship (2)
  - WWF Hardcore Championship (2)
  - Bragging Rights Trophy (edizione 2009) – con il Team SmackDown
  - Mixed Match Challenge (edizione 2019) – con  Carmella
  - Slammy Award (2)
    - Best Musical Performance (edizione 2008)
    - "LOL!" Moment of the Year (edizione 2015)
- Wrestling Observer Newsletter
  - Worst Worked Match of the Year (2006) - Reverse Battle Royal a Impact!

## Filmografia
- Head of State, regia di Chris Rock (2003)
- The Wrestler, regia di Darren Aronofsky (2008)
- Break Dance Revolution, regia di Gabriel Koura (2016)
- Blood Brother, regia di John Pogue (2018)

## Discografia
- 2003 - Invinceable
- 2016 - Killingit